# Johann Gildemeister (Orientalist)

Johann Gustav Gildemeister. Lithografie und Druck Franz Hanfstaengl in München

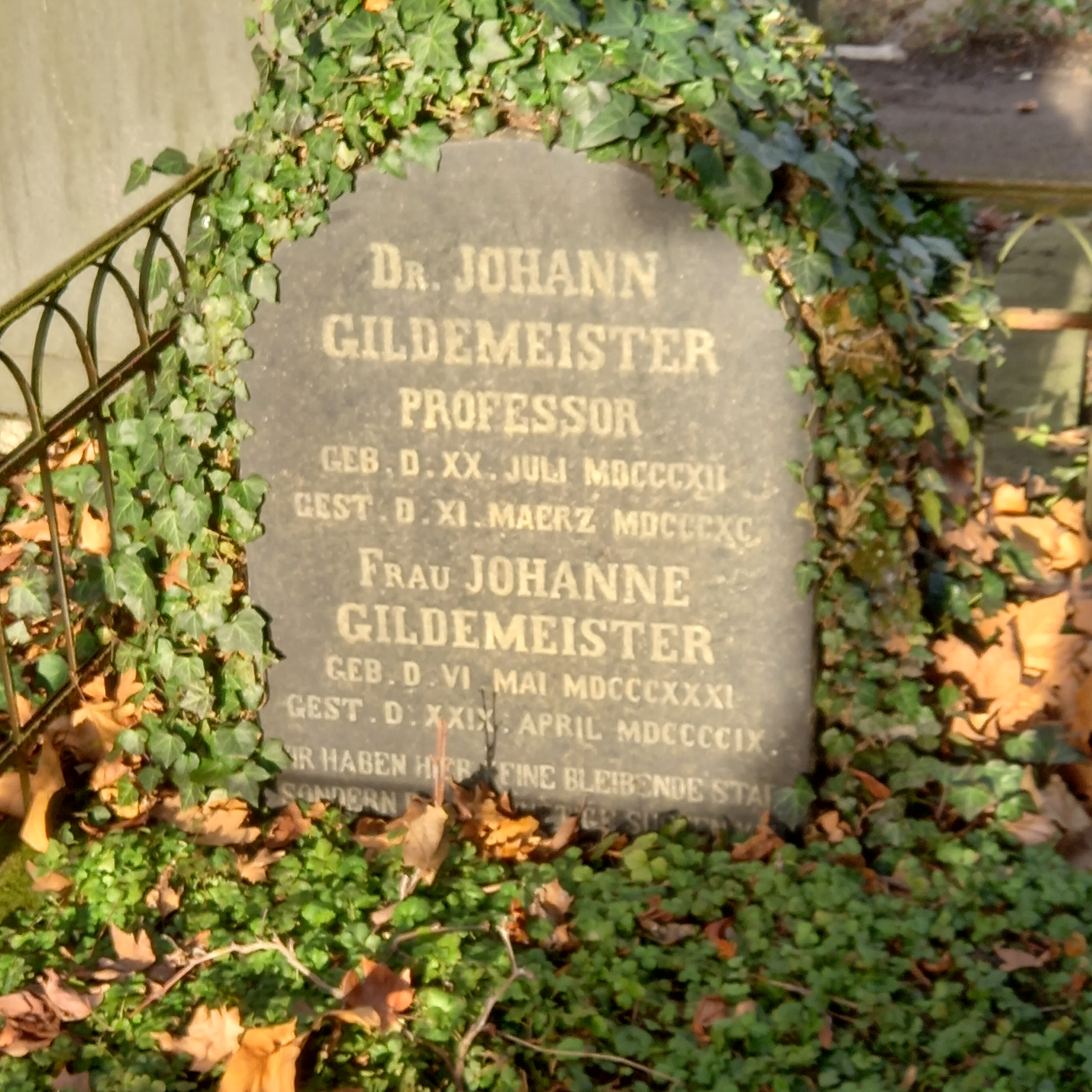
Das Grab von Johann Gildemeister und seiner Ehefrau Johanne auf dem Alten Friedhof in Bonn

Johann Gustav Gildemeister (* 20. Juli 1812 auf dem Hofgut Klein-Siemen (heute Kröpelin), Herzogtum Mecklenburg; † 11. März 1890 in Bonn) war ein deutscher Orientalist.

## Leben
Johann Gildemeister besuchte das Gymnasium in Bremen und wurde von Friedrich Adolph Krummacher im Hebräischen unterrichtet. Ab 1832 studierte er in Göttingen bei Heinrich von Ewald und 1834 bis 1836 an der Bonner Universität Theologie und orientalische Sprachen bei August Wilhelm von Schlegel, Christian Lassen und Georg Wilhelm Freytag. Er lebte dann ein Jahr in Leiden und Paris, um die dortigen Handschriftenbibliotheken zu benutzen. Gildemeister promovierte 8. September 1838 in Bonn. Er lehrte seit 1839 als Privatdozent in Bonn, war dort seit 1844 als außerordentlicher Professor für orientalische Sprachen. An der Universität Marburg seit 1845 zum Professor der Theologie und orientalischer Literatur berufen, 1848 auch dort Bibliothekar. 1859 wurde er als ordentlicher Professor für orientalische, speziell semitische, Sprachen nach Bonn zurückgerufen. Im Herbst 1889 zwang ihn seine verschlechterte Gesundheit seine Lehrtätigkeit einzustellen. Einer seiner bedeutenden Schüler jener Zeit war Eugen Prym.
1840/41 war er mit Bruno Bauer befreundet. 1852 heiratete er seine Cousine Johanna Gildemeister.
Ein Teil seines handschriftlichen Nachlasses wird Philipps-Universität Marburg aufbewahrt. Die Universitäts- und Landesbibliothek Sachsen-Anhalt Bibliothek der Deutschen Morgenländischen Gesellschaft bewahrt einen Teil seiner persönlichen Bibliothek.

## Mitgliedschaften
Johann Gildemeister war Mitglied der Deutschen Morgenländischen Gesellschaft und des Deutschen Vereins zur Erforschung Palästinas.

## Werke
- Dissertationis de rebus Indiae, quo modo in Arabum notitiam venerint, pars prior, quam una cum Masudii loco ad codd. Parisiens. fidem recensito. Baaden, Bonn 1838 (Dissertation) (Digitalisat)
- Die falsche Sanscritphilologie, an dem Beispiel des Herrn Dr. Hoefer in Berlin aufgezeigt. H. B. König, Bonn 1840 Digitalisat
- Kalidasae Meghaduta et Çringaratilaka: ex recensione J. Gildemeisteri; additum est glossarium. H. B. König, Bonn 1841. Digitalisat
- Blendwerke des Vulgaren Rationalismus zur Beseitigung des Paulinischen Anathema. C. Schünemann, Bremen 1841 Digitalisat
- Beiträge zu dem Bremischen Magazin der Herren Paniel, Weber und Paulus : Nebst einem kritischen Excurs über Paniels Geschichte der christlichen Beredsamkeit. C. Schünemann, Bremen 1842
- Der heilige Rock zu Trier und die zwanzig andern heiligen ungenähten Röcke. Eine historische Untersuchung von J. Gildemeister u. H(einrich) von Sybel. Julius Buddeus 1844 Digitalisat (3. Aufl. 1845) Digitalisat.
- Bibliothecae Sanskritae sive recensvs librorvm sanskritorvm hvcvsque typis vel lapide exscriptorvm critici specimen. König, Bonn (u. a.) 1847.
- Amtliches Gutachten der theologischen Facultät zu Marburg über die hessische Katechismus- und Bekenntnißfrage. Elwert, Marburg 1855 Digitalisat
- Ein Fragment des Griechischen Henoch. In: Zeitschrift der Deutschen Morgenländischen Gesellschaft, Band 9, 1855. S. 621–624 (Digitalisat).
- Das Gutachten der theologischen Facultät zu Marburg über die hessische Bekenntnissfrage und seine Bestreiter. Entgegnung. H.L. Brönner, Frankfurt a. M. 1859.
- Ueber den Titel des Matthaeus in Curetons syrischen Evangelien. In: Zeitschrift der Deutschen Morgenländischen Gesellschaft, Band 13. 1859. S. 472–475 (Digitalisat)
- Ueber die an der königl. preussischen Universität Bonn entdeckten neuen Fragmente des Macarius. F. A. Brockhaus, Leipzig 1866 Digitalisat
- Christian Lassen: Anthologia Sanscritica: glossario instructa; in usum scholarum; ed. Christianus Lassen. Denuo adornavit Ioannes Gildemeister. Adolf Marcus, Bonn 1868. Digitalisat Neuherausgabe und Neubearbeitung der Ausgabe Bonn 1835.
- Bruchstücke eines rabbinischen Hiob-Commentars ; Als Manuscript in einigen Exemplaren. Carl Georgi, Bonn 1874
- Muammad Ibn-Muammad al-Idrs: Idrîsîi Palaestina et Syria arabice ad fidem librorum manu scriptorum. Georg, Bonn 1885.
- Orientalische Literatur über die Entdeckung Americas. In: Zentralblatt für Bibliothekswesen, Jg. 5, 1888, S. 303–305 (Digitalisat).
- Antonini Placentini. Itierarium im unentstellten Text mit deutscher Übersetzung. Hrsg. von J. Gildemeister. H. Reuters Verlagsbuchhandlung, Berlin 1889 Digitalisat
- Briefe 1831–1888, hrsg. von Michaela Hoffmann-Ruf, 4 Bände. EB-Verlag, Berlin 2016, ISBN 978-3-86893-136-5.

Außerdem hat er wertvolle Abhandlungen zur Kenntnis der orientalischen Literatur in der „Zeitschrift für die Kunde des Morgenlandes“ und anderen Zeitschriften veröffentlicht.